# Surface 10 (album)
Surface 10 is het debuutalbum van de gelijknamige eenmansband. Dean de Benedictis nam de muziek op op een dat-recorder gedurende de periode 1991 tot en met 1996. Cleopatra Records, dat het album uitbracht, is een platenlabel voor alternatieve muziek. Surface 10 maakte toen elektronische muziek uit de Berlijnse School, een groot verschil met de opvolger In vitro tide. De hoes van de compact disc is door de aangebrachte ribbels holografisch, een itempje van Cleopatra destijds. 

## Musici
- Dean de Benedictis – synthesizers, elektronica
- Phil Williams – gitaar op Shapeless friend, Vectoring en Waveline
- Jimmy Mahlis – Faith + 1

## Muziek
Alle door Dean de Benedictis

| Nr. | Titel                                | Duur  |
| --- | ------------------------------------ | ----- |
| 1.  | Surface 1 (The rim)                  | 10:14 |
| 2.  | Surface 2 (Moment)                   | 3:21  |
| 3.  | Surface 3 (137 lost)                 | 16:05 |
| 4.  | Surface 4 (Shapeless friend)         | 8:02  |
| 5.  | Surface 5 (Vectoring)                | 9:35  |
| 6.  | Surface 6 (Light without reflection) | 17:08 |
| 7.  | Surface 7 (Concentrations)           | 5:45  |
| 8.  | Surface 8 (Faith + 1)                | 4:40  |
| 9.  | Surface 9 (Waveline)                 | 2:17  |